# 錢林
錢林（17??年—18??年），字金粟，一字東生，浙江省仁和縣人。清朝官員、詩人、學者。

## 生平
嘉慶十三年（1808年）进士，选翰林院庶吉士，散馆授编修，官至侍读学士，左迁庶子。钱林谙熟清代名臣言行以及河漕、盐榷、钱法等大政。工诗，醖酿於汉、魏、六朝。阮元任浙江学政时，称之为“华实兼茂之士”。著有《文献徵存录》、《玉山草堂诗集》。《清史稿·文苑》有傳。